# Тоскани, Пьеро
Пьеро Тоскани (итал. Piero Toscani; 28 июля 1904, Милан, Королевство Италия — 23 мая 1940, Рогоредо (Милан), Королевство Италия) — итальянский боксёр, чемпион Олимпийских игр в Амстердаме 1928 года в среднем весе.

## Спортивная карьера
Принял участие в Олимпийских играх в Амстердаме (1928), где завоевал золотую медаль.

В среднем весе в турнире участвовало 17 человек. Допускалось участие одного представителя от каждой страны.
 
Объявление Тоскани победителем в финале над чехословацким боксёром Яном Хержманеком вызвало яростное негодование последнего, а также бурные протесты публики в зале. Не в первый раз на турнире полиции пришлось вмешаться, чтобы восстановить порядок.
Результаты на Олимпийских играх 1928 (вес до 72,57 кг):

В первом круге был свободен

Победил Ингварда Людвигсена (Дания) по очкам

Победил Оскара Кьялландера (Швеция) по очкам

Победил Леонарда Стейяра (Бельгия) по очкам

Победил Яна Хержманека (Чехословакия) по очкам
С 1930 года начал выступать в профессиональном боксе под именем Пьетро Тоскани, не добившись значимых успехов.
 
Скончался 23 мая 1940 года, не дожив до 36 лет.